# Ту сам руку да ти пружим
Ту сам руку да ти пружим је шести албум Ане Бекуте. Објављен је 1991. године у издању ПГП-РТБ као ЛП и касета.

## Песме на албуму
| Бр. | Песма                    | Музика              | Текст                                  | Аранжман                 |
| --- | ------------------------ | ------------------- | -------------------------------------- | ------------------------ |
| 1.  | Туго моја црноока        | Љубо Кешељ          | Мики Јовичић                           | Драган Стојковић Босанац |
| 2.  | Ту сам руку да ти пружим | Љубо Кешељ          | Милорад Цветковић                      | Драган Стојковић Босанац |
| 3.  | С тобом среће ни за лека | Љубо Кешељ          | Суада Демировић                        | Драган Стојковић Босанац |
| 4.  | Моје очи погледај        | Стева Симеуновић    | Стева Симеуновић                       | Драган Стојковић Босанац |
| 5.  | Нема повратка на старо   | Предраг Неговановић | Богдан Остојић                         | Драган Стојковић Босанац |
| 6.  | Бекрија                  | Стева Симеуновић    | Стева Симеуновић                       | Драган Стојковић Босанац |
| 7.  | Срећан дан               | Предраг Неговановић | Миладин Богосављевић, Стева Симеуновић | Драган Стојковић Босанац |
| 8.  | Занеле те ноћи           | Рођа Раичевић       | Рођа Раичевић                          | Драган Стојковић Босанац |
| 9.  | Остављена                | Стева Симеуновић    | Стева Симеуновић                       | Драган Стојковић Босанац |

## Спотови
- Ту сам руку да ти пружим
- Нема повратка на старо
- Срећан дан
- Занеле те ноћи